# Oliarus pondolandensis
Oliarus pondolandensis är en insektsart som beskrevs av Van Stalle 1987. Oliarus pondolandensis ingår i släktet Oliarus och familjen kilstritar. Inga underarter finns listade i Catalogue of Life.